# اصطفاء جنسي

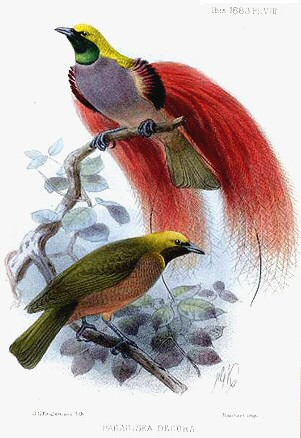
طيور جنة غولدي: ذكر مزخرف بالأعلى; الأنثى بالأسفل. Paradesia decora للفنان جون غيرارد كيلمانز

الاصطفاء الجنسي أو الانتخاب الجنسي هو المصطلح الذي قدمه تشارلز داروين في كتابه أصل الأنواع سنة 1859 وهو عنصر هام من نظريته الاصطفاء الطبيعي.
أمثلته على الاصطفاء الجنسي تتضمن ريش الطاووس المزخرف، طيور الجنة، قرون ذكر الأيل، ولبدة الأسد.
أول من صاغا هذا المصطلح هما تشارليز داروين وألفريد راسل ولاس، وجاء وصف المصطلح بأنه يعني التكيّفات التي تقوم بها الأنواع وتطوُّر الكائنات التي كانت صفاتها مهدِدة لبقاء أفراد النوع، ثم تطوَّر المصطلح بعد ذلك على يد رونالد فيشر في بداية القرن العشرين. يمكن أن يدفع الانتخاب الجنسيّ الذكور أن يعرضوا مدى لياقتهم العالية حتى تختارهن الأنثى، مما يؤدي إلى المثنويّة الجنسيّة في الصفات الجنسيّة الثانويّة، مثل الريش المُزخرف في الطيور كالطاووس أو القرون في الأيل، ويحدث ذلك بآلية التغذيّة الرجعيّة الإيجابيّة المعروفة باسم الفرار الفيشريّ، حيث يكون تمرير صفة مرغوبة في جنس ما مماثلًا لأهمية وجود صفة في الجنس الآخر تُنتج تأثير الفرار. تشير فرضيّة الابن الجذّاب جنسيًّا أن الإناث سيُفضِّلن نسلًا من الذكور، إلا أن مبدأ فيشر يُفسر نسبة الذكور للإناث في النسل 1:1 بلا أي استثناء. وُجد الانتخاب الجنسيّ في النبات والفطريات أيضًا.
سيظل الحفاظ على التناسل الجنسيّ في بيئات العالم التنافسيّة واحدًا من الألغاز الرئيسة في علم الأحياء، علمًا بأن التناسل اللاجنسيّ يُنتج نسلًا بسرعة تفوق الجنسيّ، لأن 50% من النوع من الذكور غير قادرين على التناسل بأنفسهم. اقتُرحت العديد من الفرضيّات، منها التأثير الإيجابيّ للأشكال الإضافيّة من الانتقاء؛ أي الانتقاء الجنسيّ، مرجحًا احتماليّة بقاء النوع.

## التاريخ

### داروين
كان تشارلز داروين أول من اقترح فكرة الانتخاب الجنسيّ في كتابه أصل الأنواع 1859، وطوَّرها في كتابه نشأة الإنسان والانتقاء الجنسيّ 1871، حيث إنه شعر أن الانتخاب الطبيعيّ وحده لا يفسِّر الكثير من أنواع التكيّفات غير المتعلقة بالنجاة. لقد كتب داروين ذات مرة: «عندما أنظر إلى منظر ذيل الطاووس، يجعلني سقيمًا». وقسَّم عمله الانتخاب الجنسيّ إلى شقين، الأول هو التنافس الذكوريّ على الأنثى، والثاني هو اختيار الأنثى للذكر.
...يعتمد على التنافس بين الذكور من أجل حيازة الأنثى، وليس صراعًا على البقاء، والنتيجة ليست موت المنافس غير الناجح، بل القليل من النسل.
عندما يكون للذكور والإناث من نفس النوع نفس العادات العامة، ولكنهما يختلفان في التركيب واللون أو الحُلي، قد يكون سبب تلك الاختلافات هو الانتخاب الجنسيّ.
اعترض ألفريد راسل ولاس على هذه الرؤى إلى حد ما، خاصة بعد وفاة داروين. لقد وافق ولاس على أن الانتخاب الجنسيّ يمكن أن يحدث، وجادل أنه شكل ضعيف من الانتخاب. لقد جادل أن التنافس الذكوريّ هو شكل من الانتخاب الطبيعيّ، لكن ريش الطاووس ولونه تكيفيًّا كان للتمويه. في رأيه، إن نسب صفة اختيار الذكور للإناث يعني نسب صفة الحكم على الجمال إلى الحيوانات (مثل الخنافس) وهي متخلفة إدراكيًّا بصورة ملحوظة لكي تكون قادرة على الشعور الجماليّ.

### رونالد فيشر
طوَّر عالم الأحياء التطوريّة الإنجليزيّ رونالد فيشر عددًا من الأفكار حول الانتخاب الجنسيّ في كتابه النظريّة الوراثيّة عن الانتخاب الطبيعيّ لتشمل فرضيّة الابن الجذَّاب جنسيًّا ومبدأ فيشر. يصف الفرار الفيشريّ الكيفيّة التي يُسرِّع بها الانتخاب الجنسيّ تفضيل حُلي معينة مما يسبب زيادة الصفة المُفضَّلة وتفضيل الأنثى لها بالتغذيّة الرجعيّة الإيجابيّة وحلقة الفرار. وقال في ملاحظة لم تُفهم بصورة كاملة إلا بعد كتابتها بخمسين عامًا:
يسبب ذلك زيادةً هائلة في كل من الصفة الواضحة في الذكور وفي تفضيل الأنثى لها، مما يؤدي إلى المثنويّة الجنسيّة، حتى تُحد بعض المعوقات زيادة تلك الصفة. تُخلق حلقة التغذيّة الرجعيّة الإيجابيّة، منتجة تراكيب جسديّة باهظة غير مرتبطة بالجنس. يُعتبر طائر الأرملة ذو الذيل الطويل من الأمثلة الكلاسيكيّة على اختيار الأنثى للذكر. فبينما تُنتخب الذكور ذوو الذيول الطويلة باختيار الأنثى، تظل اختيارات الأنثى متطرفة بشأن طول ذيل الذكر، حيث تنجذب الإناث إلى ذكور ذوي ذيول أطول مما يحدث في الطبيعة. فهم فيشر أن تفضيل الأنثى للذيول الطويلة انتقل وراثيًّا، مصاحبًا لجينات طول الذيل نفسها. يرث نسل طائر الأرملة من الجنسين مجموعة من الجينات، تُعبِّر فيها الإناث عن تفضيلهن للذيول الطويلة، بينما يُظهر الذكور الذيل الطويل نفسه.
يُقدم ريتشارد دوكنز شرحًا غير رياضيّ لعملية الفرار للانتخاب الجنسيّ في كتابه صانع الساعات الأعمى. تميل الإناث اللاتي يفضلن الذيول الطويلة إلى ولادتهن لأمهات فضّلن الآباء ذوي الذيول الطويلة. وبالتالي فإنهن يحملن مجموعتي الجينات في أجسادهن. أي أن جينات الذيول الطويلة وجينات تفضيل الأنثى للذيول الطويلة مرتبطة ببضعها. وبالتالي فمن الممكن أن يكون ذوق الأنثى في اختيار طول الذيل وطول الذيل نفسه مرتبطين.

## النظرية

### النجاح التناسليّ
يُقاس النجاح التناسليّ للكائن بعدد النسل الذي يخلِّفه، وكفائتهم أو لياقتهم للبقاء. تخلق التفضيلات الجنسيّة ميلًا للتزاوج المتلائق. يظهر أن الظروف العامة للتمييز الجنسيّ هي: أولًا موافقة زوج تستبعد موافقة الأزواج الآخرين، وثانيًا، أن رفض عرض يتبعه تقديم عروض أخرى، بصورة مؤكدة أو باحتماليّة عالية لدرجة أن عدم الحدوث لديه فرصة أقل من فرصة الانتهاز لانتقاء زوج.
يقدم مبدأ باتيمان الظروف المحددة للجنس الذي يحتوي على موارد محدودة في العلاقة الجنسيّة، وينصُّ على أن الجنس الذي يستثمر كثيرًا من موارده في إنتاج النسل يُعتبر موردًا محدودًا، وبالتالي يتنافس عليه الجنس الآخر، ويظهر ذلك في الاستثمار الغذائيّ في البيضة من أجل تكوين الزيجوت، ومحدوديّة قدرة الإناث على التناسل، على سبيل المثال، لا تستطيع أنثى الإنسان أن تضع جنينًا إلا كل عشر شهور، بينما يستطيع الذكر أن يكون والدًا لعدة مرات.

### التفسيرات الحديثة
تدرس علوم السلوك البيئيّ البشريّ وعلم النفس التطوريّ وعلم الأحياء الاجتماعيّ تأثير الانتخاب الجنسيّ على البشر. قوبلت فكرة داروين عن الانتخاب الجنسيّ ببعض الريبة، ولم تُعتبر ذات أهمية كبيرة في بداية القرن العشرين، حتى ثلاثينات القرن العشرين، حيث قرر علماء الأحياء اعتبار الانتخاب الجنسيّ نوع من الانتخاب الطبيعيّ. وفي بداية القرن الحادي والعشرين أصبحت تلك الأفكار مهمة في علم الأحياء. إن النظرية مُطبَّقة بصورة كبيرة ومناظرة للانتخاب الطبيعيّ.
تشير الأبحاث في عام 2015 أن الانتخاب الجنسيّ، بما يتضمن اختيار الشريك، يُحسِّن صحة السلالة ويحميها من الانقراض، حتى في مواجهة التوترات الجينيّة الناتجة عن المعدلات العالية من زواج الأقارب، وكذلك إنه يحدد أيًا من الأفراد مسموح له أن يمرر جيناته للأجيال القادمة، وبالتالي فهو قوة تطوُّريّة منتشرة وفعالة. شملت الدراسة أربع خنافس على مدار عشر سنوات، كانت التغيُّرات الوحيدة فيها في حدة الانتخاب الجنسيّ.
تقول قاعدة التعويق، التي اقترحها أموتز زهافي وراسل لاندي وويليام دونالد هاملتون، أن حقيقة نجاة الذكر خلال فترة التزاوج بهذه السمة اللاتكيفيّة، تتعامل معها الأنثى كشهادة على صلاحيّة الذكر الكاملة. ربما تثبت تلك الإعاقة أنه مقاوم للأمراض، أو أنه يحتوي على صفات مثل السرعة العالية أو القوة الجسديّة التي يستخدمها لمكافحة المشاكل التي تجلبها السمة الزائدة. حفَّزت أعمال زهافي المزيد من الفحص لهذا الحقل، مما أدى إلى ظهور عدد من النظريات. قدَّم هاملتون ومارلين زوك فرضيّة «الذكر الناصع»، والتي تقترح أن استعراضات الذكور ربما تعمل كمؤشر على الصحة. في 1990، اقترح مايكل ريان وأ. س. راند، أثناء عملهما على ضفدع التونغارا، اقترحا فرضيّة «الاستغلال الحسيّ»، ويقولون فيها أن مبالغة الذكور بإظهار صفة معينة ربما توفِّر مُحفِّزًا حسيًّا لا تتمكن الإناث من مقاومته. كما تقترح فرضيّة الجاذبيّة التي طوَّرها جوردي مويا لارانو، نموذجًا كيميائيًّا حيويًّا لتفسير القيمة التكيفيّة للذكور الأصغر من العناكب من أجل زيادة سرعة تسلُّق الأسطح العموديّة.
في السنوات القليلة الماضية، توسَّع المجال ليشمل حقولًا أخرى من الدراسة، لا تتوافق كلها مع تعريف داروين عن الانتخاب الجنسيّ. تشمل تلك المجالات: الديوث ومنافسة الحيوان المنويّ واغتيال الأطفال والجمال الجسديّ والتزاوج بالخديعة وآليات عزل الأنواع والعناية الأبوية الذكوريّة والاغتصاب مثليّ الجنس في بعض ذكور الحيوانات.

### عُدّة الانتخاب الطبيعيّ
ربما يشرح الانتخاب الجنسيّ لماذا تنطوي بعض الصفات على قيمة تكيفيّة في المرحلة الأولى من التطور. يقترح جوفري ميلر أن الانتخاب الجنسيّ ساهم بخلق نماذج مثل ريش الأركيوبتركس كحُلي جنسيّة، في البداية. اكتُشفت الطيور الأولى، مثل طائر الصين (الأركيوبتركس الأوليّ) في بداية تسعينات القرن الماضي، وكان له ريش متطور بلا علامات من اللاتناظر فوقي/تحتي لإعطاء الأجنحة. يقترح البعض أن الريش عمل كعازل في البداية، ليساعد الإناث على حضانة بيضاتهن. وربما يكون الريش قد عمل كنوع من الحُلي الجنسيّة وهو أمر لازال شائعًا في أغلب أنواع الطيور خاصة في الطاووس وطيور الجنة.
يولِّد الانتخاب الجنسيّ بعض الصفات التي تساعد النوع على الانقراض، كما هو مقترح عن القرون الضخمة للأيل الأيرلنديّ الذي انقرض في أوروبا أثناء العصر الحديث الأقرب. كما يمكن للانتخاب الجنسيّ أن يؤدي إلى العكس، مؤديًا إلى تباعد النوع خلال تعزيز بعض التغيُّرات في الأعضاء التناسليّة.

### المثنويّة الجنسيّة
ترتبط الاختلافات الجنسيّة مباشرة بالتناسل وتقوم بوظيفة ليس لها غرض مباشر في المغازلة الجنسيّة وتُعرف بالصفات الجنسيّة الأوليّة. تُسمى الصفات المساعدة على الانتخاب الجنسيّ، التي تعطي للكائن مميزات عن منافسيه (في المغازلة مثلًا) دون أن يكون لها علاقة مباشرة بالتناسل بمصطلح الصفات الجنسيّة الثانويّة.
تحتوي الإناث والذكور في أغلب الأنواع الجنسيّة على استراتيجيات مختلفة للتوازن، بسبب الاختلاف في الاستثمار النسبيّ في عملية إنتاج النسل. وكما صيغت في مبدأ بايتمان، تقوم الإناث باستثمار مبدئيّ أكبر في إنتاج النسل (سواءً الحمل في الثديّيات أو إنتاج البيضات في الطيور والزواحف)، كما يخلق هذا الاختلاف في الاستثمار المبدئيّ اختلافات في النجاح التناسليّ المتوقَّع وعملية الانتخاب الجنسيّ. تُعتبر السمكة الأنبوبيّة من الأمثلة الكلاسيكيّة على تبديل أدوار الجنسين. وعلى عكس الأنثى، يكون لدى الذكر (باستثناء الأنواع أحاديّة الزواج) بعض الريبة بشأن أُبوَّته للطفل، وبالتالي يكون أقل اهتمامًا ببذل الطاقة في المساعدة على إنتاج نسلٍ ربما يكون غير مرتبط به. ونتيجةً لهذه العوامل، يكون الذكور على استعداد لجماع أكثر من أنثى، ويقع على الأنثى فعل الاختيار (إلا في حالات التزاوج القسريّ، والذي يحدث في أنواع محددة من الرئيسات والبط وغيرها). وبالتالي فإن تأثير الانتخاب الجنسيّ يظهر بوضوح أكبر في الذكور عن الإناث.
يُشار إلى الاختلافات في الصفات الجنسيّة الثانويّة بين الذكور والإناث في النوع بمصطلح المثنويّة الجنسيّة. قد تكون تلك الاختلافات طفيفة كالاختلاف في الحجم (مثنويّة الحجم الجنسيّ) أو قد تكون بارزة للغاية مثل القرون واختلافات أنماط الألوان.

## المفهوم
ينشأ مفهوم الاصطفاء الجنسي من ملاحظة أن الكثير من الحيوانات تطور ملامح تكون وظيفتها ليست مساعدة الأفراد على النجاة بل مساعدتهم على زيادة النجاح الإنجابي. يمكن إدراك ذلك بطرقتين محتلفتين:
- بجعل أنفسهم جذابين للجنس الآخر (اصطفاء خنثوي (بالإنجليزية: intersexual selection)‏، بين الجنسين)، أو؛
- بتخويف أو ردع أو هزيمة المتنافسين من نفس الجنس (اصطفاء الجنس الواحد (بالإنجليزية: intrasexual selection)‏، من بين جنس واحد).

وبالتالي يتخذ الاصطفاء الجنسي شكلين: الاصطفاء الخنثوي (ويعرف أيضا باختيار الشريك أو اختيار الأثى) حيث يتنافس الذكور فيما بينهم ليقع عليهم الاختيار من الإناث. واصطفاء الجنس الواحد (ويعرف أيضا بمنافسة الذكر والذكر) حيث يتنافس الأفراد من الجنس الأقل محدودية (عادة الذكور) بقوة للنجاح في الوصول للجنس المحدود. الجنس المحدود هو الجنس الذي له الاستثمار الأبوي الأعلى ولهذا يكون عليه الضغط الأكبر لاتخاذ قرار جيد في اختيار الشريك.